# 오송초등학교
오송초등학교는 대한민국 충청북도 청주시 흥덕구 오송읍 오송리에 있는 초등학교이다. 일제시대 인 1925년 5월 7일에  개교했다
ㅡ 90년대에 학교폭력과 일부선생들의
차별ㆍ폭력이 극심했다

## 학교 연혁
- 1925년 5월 7일, 강외공립보통학교로 개교
- 1938년 4월 1일, 강외공립심상소학교로 개칭
- 1941년 4월 1일, 강외공립국민학교로 개칭
- 1981년 3월 12일, 병설유치원 개원
- 1982년 9월 7일, 향토문화 학생박물관 개관
- 1988년 1월 20일, 컴퓨터실 및 방송실 설치
- 1996년 3월 1일, 강외초등학교로 개칭
- 2008년 3월 31일, 일송관 준공식
- 2010년 4월 25일, 교육사료관 개관
- 2011년 4월 30일, 학교 숲 조성사업 완공
- 2014년 9월 1일, 제33대 조현자 교장 부임
- 2015년 3월 1일, 오송초등학교로 교명 변경[1][2]
- 2016년 9월 1일, 제34대 이대영 교장 부임
- 2017년 2월 16일, 제89회 졸업식 (총11,965명)
- 2017년 2월 17일, 유치원 제36회 졸업식(총993명)

## 학교 상징
- 교화 - 자목련 : 무궁성·향학성·강직성·건전
- 교목 - 오엽송 : 장수를 나타내며 또한 비바람, 눈보라의 역경 속에서도 푸른 모습을 간직하고 있어 꿋꿋한 절개와 의지, 강건함을 상징한다.

## 참고 자료
- 오송초등학교 - 한국교육학술정보원 학교알리미